# Satyria arborea
Satyria arborea är en ljungväxtart som beskrevs av A. C. Smith. Satyria arborea ingår i släktet Satyria och familjen ljungväxter. Inga underarter finns listade i Catalogue of Life.